# Cabeça do Cachorro

Fronteira Brasil-Colômbia, com a "Cabeça do Cachorro" no alto do mapa.

A região conhecida como Cabeça do Cachorro é uma área situada no extremo noroeste do Brasil, estado do Amazonas, em região de fronteira com a Colômbia e Venezuela. É assim conhecida por causa do desenho formado pela linha da fronteira brasileira com seus países vizinhos, que lembram o formato da cabeça daquele animal, quando está com a boca aberta.
Os limites desta região do noroeste do Amazonas foram demarcados em 1907 pelo Tratado de Bogotá, que estabeleceu as atuais fronteiras entre a Colômbia e o Brasil.
O local possui várias áreas demarcadas em favor das comunidades indígenas existentes no local. Possui também, desde 23 de maio de 2005, uma unidade da Força Aérea Brasileira (FAB), o Destacamento de Aeronáutica de São Gabriel da Cachoeira (DASG).

## Limites aproximados
- Extremidade norte 2° 14′ 46″ N, 67° 24′ 42″ O;
- Extremidade oeste 0° 11′ 13″ S, 70° 03′ 27″ O;
- Limites orientais aproximados, cerca de 0° 38′ 56″ N, 65° 32′ 23″ O;
- Limites meridionais aproximados, cerca de 3° 08′ 46″ S, 68° 00′ 56″ O.